# Championnat de Bulgarie de football 1941
Navigation
Saison précédente Saison suivante
La saison 1941 du Championnat de Bulgarie de football était la 17e édition du championnat de première division en Bulgarie. Elle déroule sous forme de coupe à, élimination directe en matchs aller et retour. Les équipes de Macédoine du Vardar, de Thrace occidentale et Macédoine grecque sont incorporées au championnat, du fait du passage de ces régions sous l'administration bulgare durant la Seconde Guerre mondiale.
L'édition 1941 est remportée par le PFC Slavia Sofia qui bat en finale le tenant du titre, le club du ZhSK Sofia. C'est le 5e titre de champion de Bulgarie de l'histoire du club.

## Les 12 clubs participants
| - PFC Slavia Sofia - FK 13 Sofia - Ticha Varna - Napredak Ruse - FK Makedonia Skopje - Club de Macédoine - SK Vladislav Varna | - Sportsclub Plovdiv - ZhSK Sofia - Tsar Krum Byala Slatina - Petar Parchevich Plovdiv - Hadzhi Slavchev Pavlikeni - Levski Plovdiv |

## Compétition

### Premier tour
| Équipe 1                | Résultat | Équipe 2                   | Aller | Retour |
| ----------------------- | -------- | -------------------------- | ----- | ------ |
| FK 13 Sofia             | 6 - 0    | forfait SK Vladislav Varna | 3 - 0 | 3 - 0  |
| Tsar Krum Byala Slatina | 7 - 1    | Petar Parchevich Plovdiv   | 6 - 1 | 1 - 0  |
| Levski Plovdiv          | 4 - 2    | Hadzhi Slavchev Pavlikeni  | 4 - 1 | 0 - 1  |
| Napredak Ruse           | 3 - 4    | ZhSK Sofia T               | 1 - 3 | 2 - 1  |
| Ticha Varna             | 1 - 2    | PFC Slavia Sofia           | 1 - 2 | 0 - 0  |
| FK Makedonia Skopje     | 2 - 4    | Sportsclub Plovdiv         | 2 - 1 | 0 - 3  |

### Quarts de finale
| Équipe 1                | Résultat | Équipe 2       | Aller | Retour | Appui1 | Appui2 |
| ----------------------- | -------- | -------------- | ----- | ------ | ------ | ------ |
| Tsar Krum Byala Slatina | 5 - 6    | Levski Plovdiv | 0 - 0 | 2 - 2  | 1 - 1  | 2 - 3  |
| Sportsclub Plovdiv      | 0 - 3    | ZhSK Sofia T   | 0 - 2 | 0 - 1  |        |        |
| PFC Slavia Sofia        | 4 - 1    | FK 13 Sofia    | 0 - 0 | 4 - 1  |        |        |

### Demi-finale
| Équipe 1       | Résultat | Équipe 2         | Aller | retour |
| -------------- | -------- | ---------------- | ----- | ------ |
| Levski Plovdiv | 0 - 5    | PFC Slavia Sofia | 0 - 3 | 0 - 2  |

### Finale
| Équipe 1         | Résultat | Équipe 2     | Aller | Retour |
| ---------------- | -------- | ------------ | ----- | ------ |
| PFC Slavia Sofia | 2 - 1    | ZhSK Sofia T | 0 - 0 | 2 - 1  |

## Bilan de la saison
| Championnat de Bulgarie de football 1941 |                             |
| Champion                                 | PFC Slavia Sofia (5e titre) |
| Coupes et trophées                       |                             |
| Vainqueur de la Coupe de Bulgarie 1941   | AS 23 Sofia                 |
| Promotions et relégations                |                             |
| Promus en A PFL                          | Aucun                       |
| Relégués en B PFL                        | Aucun                       |